# Кид, Томас
Томас Кид (англ. Thomas Kyd; 1558, Лондон — 1594, Лондон) — английский драматург, автор популярнейшей в своё время «Испанской трагедии», одного из самых известных образцов трагедии мести.

## Биография
Томас Кид родился в Лондоне в семье нотариуса Фрэнсиса и Анны (или Агнессы) Кид и был крещён 6 ноября 1558 года в церкви Святой Марии (church of St Магу Woolnoth). С 1565 года учился в престижной купеческой школе Мерчант-Тэйлорз-скул (Merchant Taylor's School). Несмотря на то что среди писателей-елизаветинцев его причисляют к числу так называемых «университетских умов» (наряду с Кристофером Марло, Робертом Грином, Томасом Нэшем, Джоном Лили, Томасом Лоджем, Джорджем Пилем), сведений о том, что он учился в Кембридже или Оксфорде, а также закончил ли он вообще школу, не сохранилось.
Дальнейшую судьбу Кида можно восстановить только фрагментарно. Вероятно, закончив учиться, он продолжил дело отца. В 1580-е годы Кид начинал переводить пьесы и создавать свои. В 1587—1593 годах состоял на службе у одного аристократа, а в 1591 году на паях снимал квартиру вместе с Кристофером Марло. Через два года из-за знакомства с Марло у Томаса начались неприятности — он был заподозрен в антигосударственной деятельности; затем его обвинили в атеистических взглядах на мир; 12 мая 1593 года Кида арестовали, а затем и пытали. В скором времени его выпустили из заключения, но он стал духовно сломленным человеком и прожил, как считается, после всех этих событий не более года. 
Большая часть сочинений Кида утрачена или не поддаётся атрибуции. В числе сохранившихся произведений — перевод из Торквато Тассо «Философия домохозяина» (англ. The Householder’s Philosophy; 1588), памфлет «Убийство Джона Бруэна» (англ. The Murder of John Brewen; 1592) и трагедия «Корнелия» (англ. Cornelia; 1594), являющаяся переводом пьесы «Корнелия» (фр. Cornelie, 1573) французского драматурга Робера Гарнье. 
Казалось бы, парадокс, странность, причуда. Но факт остаётся фактом. Из всех произведений елизаветинских драматургов наибольшую популярность у современников завоевали не «Гамлет» и не «Доктор Фауст», а «Испанская трагедия». А любовь публики к Иеронимо (её главному герою) носила поистине иррациональный характер. Известна пересказанная в 1630-е годы (то есть спустя почти полвека после создания пьесы!) скандальная история с дамой, которая отвергала на смертном одре все духовные утешения, взывая: «Иеронимо! Иеронимо! Дайте мне посмотреть, как играют Иеронимо!»
Единственная пьеса, однозначно написанная Кидом, — это «Испанская трагедия» (англ. The Spanish Tragedy), ставшая самой популярной в репертуаре времён елизаветинского театра. Она была поставлена в 1585 году; пьеса оказала заметное влияние на театр эпохи королевы Елизаветы I. Вероятно, это произведение знал и Шекспир; некоторые особенности сюжета трагедии и безумие героя произведения похожи на «Гамлета». Кроме того, Киду некоторые исследователи приписывают авторство утерянной пьесы «Гамлет», известной в литературоведении как «Ур-Гамлет» («Пра-Гамлет»). Она шла на сцене во второй половине 1580-х годов, и в ней уже присутствовал мотив мести и призрак, призывающий к отмщению. Айзек Азимов писал по этому поводу: «Видимо, эта пьеса времён юности Кида страдала чудовищными преувеличениями. Судя по отзывам, она была кровавой и напыщенной. Английский драматург Томас Лодж в 1596 г. писал, что Призрак вопил в ней, как базарная торговка: „Гамлет, отомсти!“». По другой версии она является первым вариантом драмы Шекспира, которую он несколько позже переписал.
Также Томасу приписывают авторство трагедии «Солиман и Персида» (англ. Soliman and Perseda). Вклад Кида в эпоху Елизаветы неоценим, хотя славу драматург приобрёл только из-за одной пьесы. В драматургии Кида преобладают рельефность характеров, зрелищность и отточенная риторика. Австралийские исследователи установили, что Кид является соавтором анонимной пьесы «Эдуард III», которая чаще всего приписывалась Шекспиру. По мнению учёных, Кид является автором 12 сцен, пять сцен были созданы Шекспиром, а ещё две — ими вместе. По распространённой точке зрения на его творчество сильное влияние оказал римский стоик Луций Анней Сенека, в частности, в «Испанской трагедии» имеется его несколько цитат.